# Sōjirō Ishii
Sōjirō Ishii (石井 壮二郎?, Ishii Sōjirō; Prefettura di Hyōgo, 29 marzo 1970) è un ex calciatore giapponese, di ruolo centrocampista.

## Carriera
Calcò i campi della massima divisione giapponese con la maglia del Gamba Osaka per 36 volte. Nel 1997 passa al DENSO con cui gioca due campionati nella serie cadetta nipponica.